# المجالس الهجومية الوطنية النقابية
المجالس الهجومية الوطنية النقابية (بالاسبانية: Juntas de Ofensiva Nacional-Sindicalista)، (الإنجليزية: Councils of National-Syndicalist Offensive، مجالس الهجوم الوطني النقابي) كانت حركة قومية وفاشية في الثلاثينيات في إسبانيا، اندمجت مع الفلانخي الإسبانية في الكتائب الإسبانية لجمعيات الهجوم الوطني النقابي في عام 1934.